# Чај са млеком
Чај са млеком или млечни чај се односи на неколико пића која се конзумирају у многим културама, а који се састоје од неке комбинације чаја и млека. Термин чај са млеком се користи и за топле и хладне напитке који се могу комбиновати са разним врстама млека и разним зачинима. Ово је популаран начин послуживања чаја у многим земљама и подразумевана је врста чаја у многим земљама Јужне Азије. Пића се разликују у зависности од количине кључних састојака, начина припреме и укључивања других састојака (који варирају од шећера или меда до соли или кардамона). Чај са млеком је подразумевана врста чаја у Индији и Пакистану, где се назива chai.

## Варијације
Кинески чај са млеком
У древној Кини, чај се првенствено конзумирао због садржаја кофеина. Млеко се историјски сматрало значајним пићем међу номадским заједницама и симболизовало је њихов културни идентитет. Како је номадско становништво мигрирало на југ, потрошња млека је постепено расла у региону Централних равница, а историја бележи да је цар Дезонг из Танга, када је правио чај, додао прерађено и ферментисано млеко, и открио да је то пиће укусно. Од тада је чај са млеком постао све популарнији на тржницама у том делу Азије.

### Гресленд
Гресленд чај са млеком се често назива сланим млечним чајем због припреме. У пасторалним регионима Кине, као што су Унутрашња Монголија, Синђијанг и Тибет, номадске заједнице прате процес у почетку дробљења листова чаја, а затим их уливају у кипућу воду. Чај се затим прокува, па се додаје млеко које се умеша у смесу. Коначно се додаје одговарајућа количина соли, што доводи до завршетка припреме млечног чаја. Со се такође користи за дуготрајно складиштење јер се хорда суочава са путовањима на велике удаљености и екстремним временским условима.

### Хонг Конг
Хонгконшки чај са млеком је настао под утицајем британског чаја са млеком из периода британске колонијалне власти. Пошто укус британског млечног чаја није био јако јак, људи у Хонг Конгу су ово пиће променили додавањем млевеног цејлонског црног чаја, који се обично назива шриланканским црним чајем. Због сличног изговора, чај са млеком из Шри Ланке се преводи у Силанг млечни чај у Хонг Конгу. Процес прављења Силанг чаја са млеком има шест корака: стругање чаја, кување чаја, печење чаја, инфузију чаја и додавање млека. Чај је у склопу начина прављења пропуштен кроз сито, што је довело и до назива „млечни чај од свиленог црева“. Поврх тога, у чај је додавано заслађено кондензовано млеко (евапорисано млеко).

### Тајвански чај са млеком
Тајвански чај са млеком је шире познат као бабл чај или бабл ти. Настао је у 17. веку, када су га донели Холанђани. Боба је округли скробни прах који изгледа као бисер. Пре него што се дода у чај са млеком, обично се потопи у сируп. Ово се ради како би се осигурало да када се круг у праху помеша са слатким чајем од млека, задржи своју природну слаткоћу. Бабл чај је добио тако значајну улогу у представљању тајванске културе да људи на Тајвану обележавају 30. април сваке године као Национални дан чаја са мехурићима.
Остале варијације укључују:
- Британски чај, сервиран са млеком
- Бабл чај, такође познат као чај од бисерног млека или чај од боба млека, је тајвански напитак на бази чаја измишљен у Тајчунгу 1980-их. Док се термини „чај са мехурићима“ и „боба“ често користе наизменично, чај са мехурићем се односи на пиће направљено комбиновањем чаја, млека и шећера, а затим додавањем прелива попут бобе, воћног желеа или других прелива. Боба, с друге стране, је врста прелива који се обично додаје у чај са мехурићима. Направљен је од бисера тапиоке и пићу даје јединствен укус и текстуру.[11]
- Бурмански чај од млека, назван laphet yay (လကဖကရည), направљен од јако куваних листова црног чаја, и заслађен прилагођеним односом кондензованог млека и евапорисаног млека, популаран је у Мјанмару.[12][13] Обично се служи у продавницама чаја, који се први пут појавио за време британске владавине у Бурми.[14][15]
- Камбрик чај, заслађени напитак од топлог млека, који се често прави са малом количином чаја[16]
- Дуд пати чај, буквално 'млеко и листови чаја', напитак од чаја који се пије у Индији, Пакистану, Непалу и Бангладешу
- Тех тарик, врста чаја од млека популарна у Малезији и Сингапуру
- Сутеи цаи, слани монголски чај од млека
- Шахи Адани, јеменски чај од млека
- Масала чај, такође познат као масала чај, је чај са зачињеним млеком који се пије на индијском потконтиненту
- Ирани чај, врста чаја од млека направљеног од чистог млека помешаног са мавом, припремљен у кафићима у иранском стилу у Хајдерабаду, Индија
- Тајландски чај, слатко пиће на бази чаја популарно у југоисточној Азији
- Далгона чај са млеком, млечни чај заслађен традиционалном корејском далгоном, карамелом у облику саћа[17]

У Британији, када се топли чај и хладно млеко пију заједно, пиће је једноставно познато као чај јер се велика већина чаја конзумира на такав начин. Термин чај са млеком се не користи, мада се може навести чај са млеком ако то контекст захтева. Ово може изазвати забуну код људи из култура које традиционално пију чај без млека.